# دان پیترسن
دان پیترسن (انگلیسی: Don Petersen؛ ۸ اوت ۱۹۲۷ – ۲۵ آوریل ۱۹۹۸) فیلم‌نامه‌نویس و نمایشنامه‌نویس اهل ایالات متحده آمریکا زاده دونپورت، آیووا بود. او نویسنده نمایش آیا یک ببر کراوات می‌زند؟ بود که در سال ۱۹۶۹ به روی صحنه رفت. این نمایش با این‌که از نظر تجاری شکست خورد، از لحاظ هنری مورد استقبال قرار گرفت. آل پاچینو بابت این نمایش جوایز تونی و دراما دسک را دریافت کرد.

## آثار پیترسن
- آیا یک ببر کراوات می‌زند؟ (۱۹۶۹)
- دشمن مرده‌است (۱۹۷۳)
- قهرمان مرگ‌آور (۱۹۷۵)
- یک رابطه تقریباً کامل (۱۹۷۹)
- هدف (۱۹۸۵)